# Alberto Figueira Gomes
Alberto Figueira Gomes (10 de dezembro de 1912 - 24 de junho de 1986) foi escritor e jornalista português, nascido no Funchal, Ilha da Madeira.

## Origem e família
Alberto Figueira Gomes nasceu no Funchal, freguesia de Santa Luzia, a 10 de dezembro de 1912. Era filho de Joaquim Silvestre Gomes, comerciante no Funchal, e de Luzia Amélia Figueira Gomes, natural de Santana. Casou em 1939 com Isabel Judite Lomelino e foi pai de quatro filhos: Ana Maria Lomelino Gomes (professora), Liliana Lomelino Gomes (técnica superior da Biblioteca Calouste Gulbenkian), Carlos Alberto Lomelino Gomes (músico e membro fundador do Conjunto Académico João Paulo) e Daniel Lomelino Gomes (músico).

## Biografia

### Juventude
Fez os seus primeiros estudos no Funchal, na Escola Lencasteriana e com mestres particulares. Frequentou o Instituto de Ensino Secundário e Comercial do Funchal. Colaborou desde jovem em vários órgãos de comunicação, como por exemplo, no “Diário da Madeira”, “O Jornal”, “Eco do Funchal”, “Comércio do Funchal”. Através da participação em movimentos culturais e associativos, escreveu pequenas peças de teatro para grupos escutistas e grupos dramáticos sendo nessa altura que iniciou a colaboração com o Posto Emissor do Funchal, realizando várias adaptações para a rádio de peças teatrais e numerosas séries de programas acerca da História da Madeira, sob o pseudónimo de D. Alfigo.

### Vida adulta
Foi comerciante por tradição familiar mas foi na escrita que se manteve mais activo. Para além de poesia e numerosas crónicas em jornais e revistas, como colaborador regular no Diário de Notícias”, “Jornal da Madeira” “Voz da Madeira”, “Das Artes e História da Madeira”, revista “Aquila”, “Revista Portuguesa”, revista “Ocidente” e “Jornal das Artes e Letras”, publicou ainda diversas obras. As primeiras dedicadas a figuras que se empenharam na solução de problemas sociais, seguindo a doutrina social da Igreja, e mais tarde, na sua maioria, refletem a preocupação de preservar o património cultural madeirense, de manter viva a memória e valorizar as obras de autores madeirenses, cujo trabalho se encontrava disperso ou esquecido, como por exemplo Francisco Álvares de Nóbrega (mais conhecido como Camões Pequeno) com as suas Rimas, o Feiticeiro do Norte e os seus Versos e Baltasar Dias com os seus Autos e Trovas.
Foi viver para Lisboa na segunda parte da década de 70 onde continuou trabalhos de carater redatorial e traducao e com a sua colaboração com o “Jornal da Madeira”. Na area da literatura e cultura madeirense publicou em 1983 “Poesia e Dramaturgia Populares no Séc. XVI – Baltasar Dias” e, em 1985, “Baltasar Dias – Autos, Romances e Trovas” e “Cabral do Nascimento”.
Faleceu em Lisboa, num acidente de viação, em 24 de Junho de 1986,

## Vida política e associativa
Foi vereador da Cultura na Câmara Municipal do Funchal, durante a década de 60 e na a sua juventude membro ativo de diversas associações culturais: Corpo Nacional de Escutas, Orfeão Madeirense, grupos dramáticos e algumas agremiações católicas e de solidariedade social.

## Prémios e condecorações
Em 1985 foi distinguido pelo Governo Regional da Madeira pelo seu trabalho como escritor e investigador sobre a cultura madeirense.

## Obras publicadas
- “Frederico Ozanam”, Porto, 1944
- “Ozanam” Coleção “Cem Páginas” (tradução e prefácio) Lisboa, Livraria Bertrand, 1947
- “São Vicente de Paulo”, Porto 1954
- Coleção Poetas e Trovadores da Ilha:
- Iº  Vol. – “Rimas de Francisco Álvares de Nóbrega” (Camões Pequeno), Funchal, 1958
- IIº  Vol. –  “Versos de Manuel Gonçalves” (Feiticeiro do Norte), Funchal, 1959
- IIIº Vol. – “Autos e Trovas de Baltazar Dias”, Funchal, 1961
- “Nótulas Camilianas”, 1965
- “Encontros no Pireu” (teatro), Separata da Revista “Gil Vicente”, Guimarães, 1965
- “Poesia e Dramaturgia Populares no Séc. XVI – Baltasar Dias”– Biblioteca Breve,1983
- “Baltasar Dias – Autos, Romances e Trovas” – Biblioteca de Autores Portugueses, 1985
- “Cabral do Nascimento” – Secretaria Regional de Turismo e Cultura – 1985